# Xingtianosaurus ganqi
Xingtianosaurus ganqi es la única especie conocida del género extinto Xingtianosaurus de dinosaurio terópodo oviraptorosauriano, que a mediados del período Cretácico hace aproximadamente 125 millones de años durante el Aptiense, en lo que es hoy Asia. La especie tipo y única conocida, X. ganqi, fue nombrada y descrita en 2019. Fue clasificado en la familia Caudipteridae, junto con Caudipteryx y Similicaudipteryx.
El espécimen holotipo de Xingtianosaurus ganqi, IVPP V13390, fue recuperado en los Lechos Dakangpu de la Formación Yixian en la provincia de Liaoning en China. El nombre de Xingtianosaurus se refiere a Xingtian, una deidad china quien continuó batallando después de haber sido decapitado; su nombre por tanto hace referencia a que el holotipo fue hallado sin cráneo. El nombre de la especie, ganqi proviene del arma, concretamente un hacha de guerra, que blandía Xingtian. El espécimen holotipo está casi completo, faltándole tan solo el cráneo, varias vértebras y el coracoides.